# Leptomiza
Leptomiza is een geslacht van vlinders van de familie spanners (Geometridae), uit de onderfamilie Ennominae.

## Soorten
- L. bilinearia Leech, 1897
- L. calcearia Walker, 1860
- L. dentilineata Moore, 1887
- L. hepaticata Swinhoe, 1900
- L. parableta Prout, 1926
- L. prochlora Wehrli, 1936